# Naxi (volk)

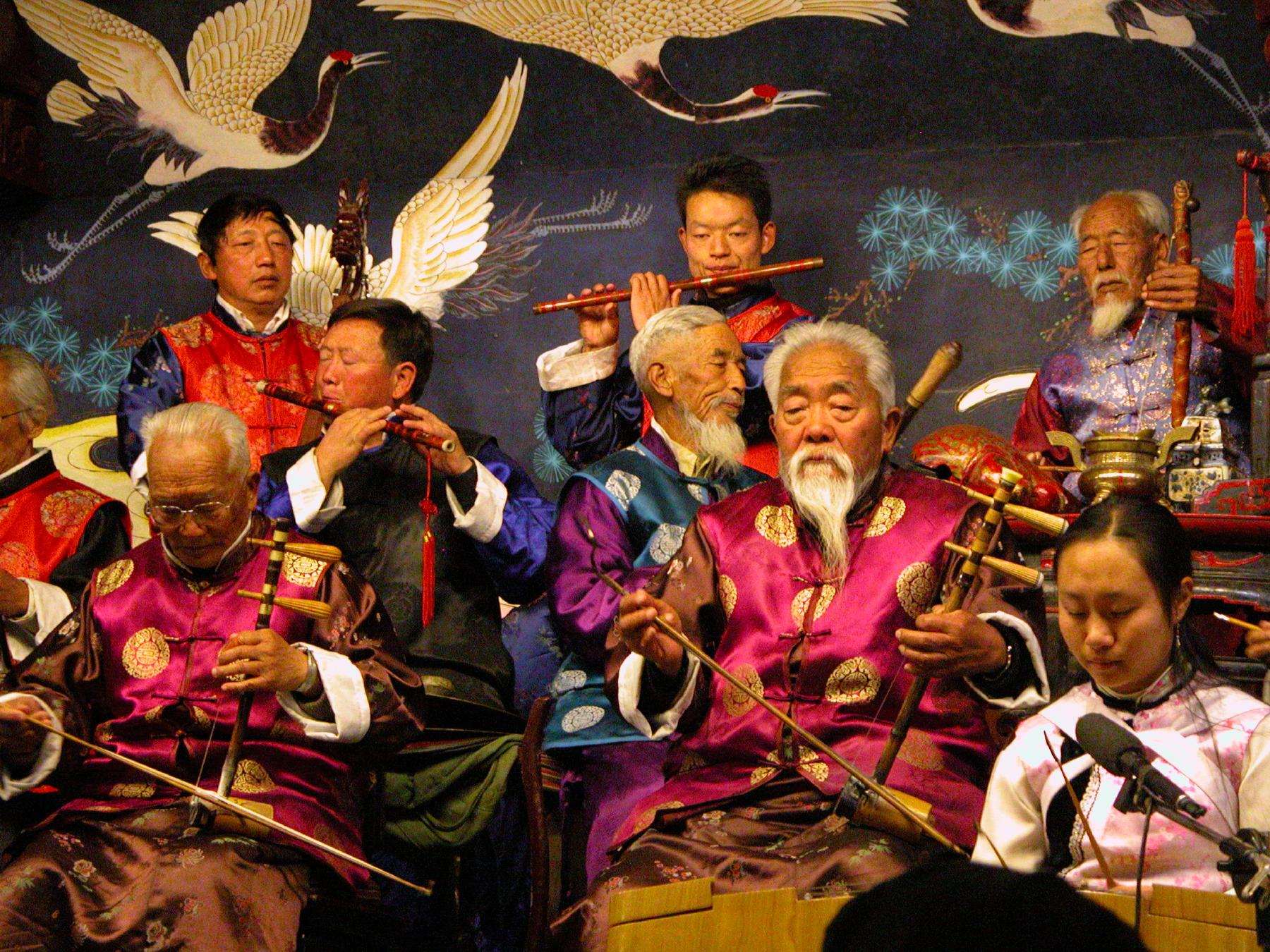
Naxi muzikanten in Lijiang op de dongjing.

De Naxi (Vereenvoudigd Chinees: 纳西族; pinyin: Nàxīzú;) zijn een volk dat leeft in de provincie Yunnan in de China. Het volk wordt erkend als een van de 56 officieel erkende etnische groepen in China. Behalve in Yunnan woont ook een klein deel van het volk in de provincie Sichuan. De Naxi vormden tot 1990 een matriarchale samenleving waarin vrouwen dominant zijn.
De Chinese overheid rekent de Mosuo tot hetzelfde volk als de Naxi. Ze hebben dezelfde oorsprong en de talen zijn nagenoeg gelijk. Alleen in cultureel opzicht zijn er verschillen, omdat de Naxi vooral door de Han-Chinezen zijn beïnvloed en de Musou voornamelijk door de Tibetanen.

## Historie
De Naxi zijn afkomstig van het Tibetaanse plateau en stammen vermoedelijk af van de nomadische Qiang. Tijdens de Sui en Tang-dynastie waren ze bekend als de Mosha-yi of Moxie-yi. Pas tijdens het Communisme veranderden ze hun naam in Naxi, wat "Mensen die de zwarte dingen van de natie aanbidden" betekent.
Achang · Akha · Bai · Baima · Blang (Bulong) · Bonan · Buyi · Dai · Daur · De'ang · Dong · Dongxiang · Drung · Evenken · Gaoshan (Taiwanese aboriginals) · Gelao · Gin (Vietnamezen) · Han · Hani · Hlai (Li) · Hui · Jingpo · Jino · Kazachen · Kirgiezen · Koreanen · Lahu · Lhoba · Lisu · Mantsjoes · Maonan · Miao (Hmong) · Mongolen · Monpa (Menba) · Mulam (Mulao) · Nanai (Hezhe) · Naxi · Nu · Oeigoeren · Oezbeken · Oroqen · Pumi · Qiang · Russen · Salar · She · Sui · Tadzjieken · Tataren · Tibetanen (Zang) · Tu · Tujia · Wa (Va) · Yao · Yi · Yugur · Xibe · Zhuang